# Шершевский, Николай Сергеевич
Николай Сергеевич (Карпель Рафаилович) Шершевский (1897—1939) — сотрудник советских органов охраны государственной границы и правопорядка, исполняющий обязанности начальника Управления рабоче-крестьянской милиции по Москве, майор госбезопасности.

## Биография
Родился в г. Невеле Витебской губернии в еврейской семье парикмахера. Окончил 2 класса 4-классного городского училища в Невеле. Работал учеником в часовой мастерской, токарем по металлу на авиационно-арматурном заводе в Петрограде. С 1916 года — канонир 1-го артиллерийского полка Кронштадтской крепости Российской императорской армии, с 1918 рядовой Орловского батальона Красной армии.
В органах ЧК с 1919, член РКП(б) с 1920. Работал в ЧК водного и железнодорожного транспорта в Витебске, на станции Новосокольники Великолукского уезда, в районной транспортной ЧК центра в Москве. С 1921 начальник следственной части экономического отдела Петроградской ЧК, полномочного представительства ОГПУ по Петроградскому-Ленинградскому военному округу. В 1922 за избиение арестованного приговорён военным трибуналом Московско-Виндавской железной дороги к 6 месяцам лишения свободы условно. С 1926 начальник следственной части Ленинградского окружного транспортного отдела (ЛОКТО) ОГПУ. В апреле-октябре 1927 временно исполняющий должность начальника Вологодского губернского отдела ОГПУ. С 1927 вновь работал в Ленинграде в ПП ОГПУ ЛВО, начальник оперативного отделения, отдела, помощник начальника управления пограничной охраны и войск. С апреля 1932 начальник ГПУ (с июля 1934 УНКВД) Карельской АССР
С декабря 1935 начальник управления рабоче-крестьянской милиции (УРКМ) УНКВД Восточно-Сибирского края. С мая 1936 заместитель начальника УРКМ Москвы, с 31 мая до 17 июня 1937 исполняющий обязанности начальника УРКМ по Москве. Чем занимался в течение следующего года доподлинно неизвестно. В мае 1938 был направлен на работу в Туркменскую ССР.
Арестован в июне 1938, обвинялся в участии в диверсионно-террористической организации, возглавлявшейся Г. Г. Ягодой, и шпионаже в пользу польской разведки. 26 февраля 1939 приговорён ВКВС СССР по статье 58-8 УК РСФСР к ВМН, расстрелян в день вынесения обвинительного приговора. Захоронен в так называемой могиле № 1 (массовое захоронение) Донского кладбища. Постановлением пленума Верховного суда СССР от 24 февраля 1989 приговор отменён и дело прекращено за отсутствием состава преступления, реабилитирован.

### Адрес
- Москва, улица Кропоткинская, дом 31, квартира 57.

### Звания
- канонир (1916);
- майор госбезопасности (1936).

### Награды
- два нагрудных знака почётный сотрудник госбезопасности.